# Дешираць
Дешираць, Дешираці (рум. Deșirați) — село у повіті Бреїла в Румунії. Входить до складу комуни Скорцару-Ноу.
Село розташоване на відстані 152 км на північний схід від Бухареста, 31 км на захід від Браїли, 37 км на захід від Галаца.